# Шестопалов Микола Михайлович
Мико́ла Миха́́йлович Шестопа́лов (16 січня 1896 — 12 липня 1941) — радянський воєначальник початкового періоду німецько-радянської війни, командир 12-го механізованого корпусу Північно-Західного фронту, генерал-майор (1940).

## Життєпис
Народився 16 січня 1896 року в місті Воронежі (Росія). Росіянин.
У серпні 1915 року призваний до Російської імператорської армії. У 1916 році закінчив навчальну команду при 4-му запасному кавалерійському полку. Учасник Першої світової війни у складі 16-го уланського Новоархангельського полку на Південно-Західному фронті, молодший унтерофіцер.
У лавах Червоної армії з лютого 1918 року. Учасник громадянської війни, під час якої командував взводом, згодом — ескадроном.
У 1926 році закінчив КУКС РСЧА в Новочеркаську. Пройшов шлях від помічника командира кавалерійського полку до командира 7-го кавалерійського корпусу. З травня 1938 року — начальник Управління військово-кінних заводів РСЧА. У липні 1940 року призначений командиром 65-го стрілецького корпусу. З березня 1941 року — командир 12-го механізованого корпусу Прибалтійського особливого військового округу.
Учасник німецько-радянської війни з 22 червня 1941 року. Корпус під його командуванням брав участь у прикордонних боях на Північно-Західному фронті. 27 червня 1941 року в оточенні північно-східніше міста Шяуляй (Литва), будучи важко пораненим, потрапив у полон. Помер від поранення в голову. Місце поховання невідоме.

## Нагороди
Нагороджений орденами Вітчизняної війни 1-го ступеня (посмертно), Червоної Зірки і медаллю «XX років РСЧА».